# Clima di Lisbona
| Lisbona             | Mesi | Mesi | Mesi | Mesi | Mesi | Mesi | Mesi | Mesi | Mesi | Mesi | Mesi  | Mesi  | Stagioni | Stagioni | Stagioni | Stagioni | Anno  |
| Lisbona             | Gen  | Feb  | Mar  | Apr  | Mag  | Giu  | Lug  | Ago  | Set  | Ott  | Nov   | Dic   | Inv      | Pri      | Est      | Aut      | Anno  |
| ------------------- | ---- | ---- | ---- | ---- | ---- | ---- | ---- | ---- | ---- | ---- | ----- | ----- | -------- | -------- | -------- | -------- | ----- |
| T. max. media (°C)  | 14,8 | 16,2 | 18,8 | 19,8 | 22,1 | 25,7 | 27,9 | 28,3 | 26,5 | 22,5 | 18,2  | 15,3  | 15,4     | 20,2     | 27,3     | 22,4     | 21,3  |
| T. min. media (°C)  | 8,3  | 9,1  | 11,0 | 11,9 | 13,9 | 16,6 | 18,2 | 18,6 | 17,6 | 15,1 | 11,8  | 9,4   | 8,9      | 12,3     | 17,8     | 14,8     | 13,5  |
| Precipitazioni (mm) | 96,8 | 84,9 | 51,2 | 64,7 | 53,6 | 15,9 | 4,2  | 6,2  | 28,5 | 79,8 | 107,1 | 121,8 | 303,5    | 169,5    | 26,3     | 215,4    | 714,7 |

L'area metropolitana di Lisbona ha un clima subtropicale mediterraneo (classificazione climatica di Köppen: Csa), con inverni brevi e molto miti ed estati calde. Secondo la classificazione climatica di Troll-Paffen, Lisbona ha un clima subtropicale caldo-temperato (Warmgemäßigt-subtropisches Zonenklima). Secondo la classificazione climatica di Siegmund/Frankenberg, Lisbona ha un clima subtropicale.

## Temperatura

### Generale
La sua temperatura media annuale è 21,5 °C (70,7 °F) durante il giorno e 13,5 °C (56,3 °F) la notte. Nel mese più freddo – gennaio, tipicamente le temperature oscillano tra i 10 fino a 19 °C (50 fino a 66 °F) durante il giorno e da 4 fino a 11 °C (39 fino a 52 °F) la notte. Nel mese più caldo invece – agosto, tipicamente le temperature oscillano tra i 24 fino a 33 °C (75 fino a 91 °F) durante il giorno e circa 19 °C (66 °F) la notte.

## Temperature estreme
La più alta temperatura mai registrata è 44,0 °C (111,2 °F) il 4 agosto 2018 mentre quella più fredda è −1,2 °C (29,8 °F) l'11 febbraio 1956.
| Dati climatici per Lisbona       | Dati climatici per Lisbona | Dati climatici per Lisbona | Dati climatici per Lisbona | Dati climatici per Lisbona | Dati climatici per Lisbona | Dati climatici per Lisbona | Dati climatici per Lisbona | Dati climatici per Lisbona | Dati climatici per Lisbona | Dati climatici per Lisbona | Dati climatici per Lisbona | Dati climatici per Lisbona | Dati climatici per Lisbona |
| Mese                             | Gen                        | Feb                        | Mar                        | Apr                        | Mag                        | Giu                        | Lug                        | Ago                        | Set                        | Ott                        | Nov                        | Dic                        | Anno                       |
| -------------------------------- | -------------------------- | -------------------------- | -------------------------- | -------------------------- | -------------------------- | -------------------------- | -------------------------- | -------------------------- | -------------------------- | -------------------------- | -------------------------- | -------------------------- | -------------------------- |
| Record alto °C (°F)              | 24.1 (75.4)                | 26.8 (80.2)                | 30.4 (86.7)                | 33.2 (91.8)                | 37.8 (100.0)               | 42.0 (107.6)               | 40.6 (105.1)               | 44 (111)                   | 41.4 (106.5)               | 34.6 (94.3)                | 28.3 (82.9)                | 25.2 (77.4)                | 44.0 (111.2)               |
| Record basso °C (°F)             | −1.0 (30.2)                | −1.2 (29.8)                | 0.2 (32.4)                 | 5.5 (41.9)                 | 6.8 (44.2)                 | 10.4 (50.7)                | 14.1 (57.4)                | 14.7 (58.5)                | 12.1 (53.8)                | 9.2 (48.6)                 | 4.3 (39.7)                 | 2.1 (35.8)                 | −1.2 (29.8)                |
| Fonte: Instituto di Meteorologia |                            |                            |                            |                            |                            |                            |                            |                            |                            |                            |                            |                            |                            |

## Precipitazioni
Lisbona ha in media 117 giorni piovosi (includendo drizzle) all'anno (sopra i 0,1 mm), che variano da 2 a luglio e 15 a gennaio. La media annuale di precipitazione è di 774 mm (30 inches), che variano dai 4,2 mm (0,16 inch) a luglio e 127,6 mm (5 inch) a novembre.
| Dati climatici per Lisbona                                                                          | Dati climatici per Lisbona | Dati climatici per Lisbona | Dati climatici per Lisbona | Dati climatici per Lisbona | Dati climatici per Lisbona | Dati climatici per Lisbona | Dati climatici per Lisbona | Dati climatici per Lisbona | Dati climatici per Lisbona | Dati climatici per Lisbona | Dati climatici per Lisbona | Dati climatici per Lisbona | Dati climatici per Lisbona |
| Mese                                                                                                | Gen                        | Feb                        | Mar                        | Apr                        | Mag                        | Giu                        | Lug                        | Ago                        | Set                        | Ott                        | Nov                        | Dic                        | Anno                       |
| --------------------------------------------------------------------------------------------------- | -------------------------- | -------------------------- | -------------------------- | -------------------------- | -------------------------- | -------------------------- | -------------------------- | -------------------------- | -------------------------- | -------------------------- | -------------------------- | -------------------------- | -------------------------- |
| Media pioggia mm (inches)                                                                           | 99,9 (3,93)                | 84,9 (3,34)                | 53,2 (2,09)                | 68,1 (2,68)                | 53,6 (2,11)                | 15,9 (0,63)                | 4,2 (0,17)                 | 6,2 (0,24)                 | 32,9 (1,30)                | 100,8 (3,97)               | 127,6 (5,02)               | 126,7 (4,99)               | 774 (30,5)                 |
| Media giorni piovosi (≥ 0,1 mm)                                                                     | 15,0                       | 15,0                       | 13,0                       | 12,0                       | 8,0                        | 5,0                        | 2,0                        | 2,0                        | 6,0                        | 11,0                       | 14,0                       | 14,0                       | 117,0                      |
| Fonte: Instituto di Meteorologia, Hong Kong Observatory per i dati sulla media delle precipitazioni |                            |                            |                            |                            |                            |                            |                            |                            |                            |                            |                            |                            |                            |

## Giorni di luce
La durata dei giorni di luce è 2,806 ore all'anno, da 142,6 - media di 4,6 ore di luce al giorno durante dicembre fino a 353,4 - media di 11,4 ore di luce al giorno in luglio. Questo è sopra il valore medio per la metà meridionale dell'Europa perché in questa parte del continente la durata della luce solare varia da circa 2000 a circa 3000 ore all'anno. Tuttavia, questo valore è maggiore del 70% rispetto alla metà settentrionale dell'Europa, dove la durata del sole è di circa 1500 ore all'anno. In inverno, Lisbona ha una durata del sole tre volte superiore rispetto alla metà settentrionale dell'Europa.
| Dati climatici per Lisbona                                                                                                   | Dati climatici per Lisbona | Dati climatici per Lisbona | Dati climatici per Lisbona | Dati climatici per Lisbona | Dati climatici per Lisbona | Dati climatici per Lisbona | Dati climatici per Lisbona | Dati climatici per Lisbona | Dati climatici per Lisbona | Dati climatici per Lisbona | Dati climatici per Lisbona | Dati climatici per Lisbona | Dati climatici per Lisbona |
| Mese | Gen                        | Feb                        | Mar                        | Apr                        | Mag                        | Giu                        | Lug                        | Ago                        | Set                        | Ott                        | Nov                        | Dic                        | Anno                       |
| --- | -------------------------- | -------------------------- | -------------------------- | -------------------------- | -------------------------- | -------------------------- | -------------------------- | -------------------------- | -------------------------- | -------------------------- | -------------------------- | -------------------------- | -------------------------- |
| Media mensile di ore solari                                                                                                  | 142.6                      | 156.6                      | 207.7                      | 234.0                      | 291.4                      | 303.0                      | 353.4                      | 344.1                      | 261.0                      | 213.9                      | 156.0                      | 142.6                      | 2,806.3                    |
| Media giornaliera di ore solari                                                                                              | 4.6                        | 5.4                        | 6.7                        | 7.8                        | 9.4                        | 10.1                       | 11.4                       | 11.1                       | 8.7                        | 6.9                        | 5.2                        | 4.6                        | 7.66                       |
| Percentuale di possibili ore solari                                                                                          | 54                         | 61                         | 57                         | 68                         | 69                         | 75                         | 85                         | 85                         | 76                         | 68                         | 59                         | 55                         | 68                         |
| Fonte: Hong Kong Observatory (media giornaliera e mensile di ore solari), climatemps.com (percentuale possibili luce solare) |                            |                            |                            |                            |                            |                            |                            |                            |                            |                            |                            |                            |                            |

## Luce del giorno
Lisbona gode di uno dei migliori orari di luce del giorno in Europa. I giorni invernali non sono così brevi come nella parte settentrionale del continente, le ore medie diurne a dicembre, gennaio e febbraio sono 10,3 ore (per confronto: Londra o Mosca o Varsavia - circa 8 ore).
| Mese                  | Gen  | Feb  | Mar  | Apr  | Mag  | Giu  | Lug  | Ago  | Set  | Ott  | Nov | Dic  |
| --------------------- | ---- | ---- | ---- | ---- | ---- | ---- | ---- | ---- | ---- | ---- | --- | ---- |
| ore di luce           | 9.8  | 10.7 | 11.9 | 13.2 | 14.2 | 14.8 | 14.5 | 13.6 | 12.4 | 11.1 | 10  | 9.5  |
| Ore di tramonto/Notte | 14.2 | 13.3 | 12.1 | 10.8 | 9.8  | 9.2  | 9.5  | 10.4 | 11.6 | 12.9 | 14  | 14.5 |

## Temperatura del mare
La temperatura media annuale del mare è di 17,5 °C (63,5 °F). Durante il mese più freddo – gennaio, la temperatura media del mare è di 15 °C (59 °F). Durante il mese più caldo – agosto, la temperatura media del mare è di 20 °C (68 °F).
| Gen           | Feb           | Mar           | Apr           | Mag           | Giu           | Lug           | Ago           | Set           | Ott           | Nov           | Dic           | Anno              |
| ------------- | ------------- | ------------- | ------------- | ------------- | ------------- | ------------- | ------------- | ------------- | ------------- | ------------- | ------------- | ----------------- |
| 15 °C (59 °F) | 15 °C (59 °F) | 15 °C (59 °F) | 16 °C (61 °F) | 17 °C (63 °F) | 18 °C (64 °F) | 19 °C (66 °F) | 20 °C (68 °F) | 20 °C (68 °F) | 19 °C (66 °F) | 18 °C (64 °F) | 17 °C (63 °F) | 17,5 °C (63,5 °F) |

| Gen               | Feb               | Mar               | Apr               | Mag               | Giu               | Lug               | Ago               | Set               | Ott               | Nov               | Dic               | Anno              |
| ----------------- | ----------------- | ----------------- | ----------------- | ----------------- | ----------------- | ----------------- | ----------------- | ----------------- | ----------------- | ----------------- | ----------------- | ----------------- |
| 15,8 °C (60,4 °F) | 15,2 °C (59,4 °F) | 15,1 °C (59,2 °F) | 16,3 °C (61,3 °F) | 17,4 °C (63,3 °F) | 18,6 °C (65,5 °F) | 18,9 °C (66,0 °F) | 19,5 °C (67,1 °F) | 19,9 °C (67,8 °F) | 19,8 °C (67,6 °F) | 18,1 °C (64,6 °F) | 16,5 °C (61,7 °F) | 17,6 °C (63,7 °F) |

## Dati climatici
| Dati climatici per Lisbona (altitudine: 77 m.a.s.l., ~1 km dal mare, località sulla mappa)                 | Dati climatici per Lisbona (altitudine: 77 m.a.s.l., ~1 km dal mare, località sulla mappa) | Dati climatici per Lisbona (altitudine: 77 m.a.s.l., ~1 km dal mare, località sulla mappa) | Dati climatici per Lisbona (altitudine: 77 m.a.s.l., ~1 km dal mare, località sulla mappa) | Dati climatici per Lisbona (altitudine: 77 m.a.s.l., ~1 km dal mare, località sulla mappa) | Dati climatici per Lisbona (altitudine: 77 m.a.s.l., ~1 km dal mare, località sulla mappa) | Dati climatici per Lisbona (altitudine: 77 m.a.s.l., ~1 km dal mare, località sulla mappa) | Dati climatici per Lisbona (altitudine: 77 m.a.s.l., ~1 km dal mare, località sulla mappa) | Dati climatici per Lisbona (altitudine: 77 m.a.s.l., ~1 km dal mare, località sulla mappa) | Dati climatici per Lisbona (altitudine: 77 m.a.s.l., ~1 km dal mare, località sulla mappa) | Dati climatici per Lisbona (altitudine: 77 m.a.s.l., ~1 km dal mare, località sulla mappa) | Dati climatici per Lisbona (altitudine: 77 m.a.s.l., ~1 km dal mare, località sulla mappa) | Dati climatici per Lisbona (altitudine: 77 m.a.s.l., ~1 km dal mare, località sulla mappa) | Dati climatici per Lisbona (altitudine: 77 m.a.s.l., ~1 km dal mare, località sulla mappa) |
| Mese | Gen                                                                                        | Feb                                                                                        | Mar                                                                                        | Apr                                                                                        | Mag                                                                                        | Giu                                                                                        | Lug                                                                                        | Ago                                                                                        | Set                                                                                        | Ott                                                                                        | Nov                                                                                        | Dic                                                                                        | Anno                                                                                       |
| --- | ------------------------------------------------------------------------------------------ | ------------------------------------------------------------------------------------------ | ------------------------------------------------------------------------------------------ | ------------------------------------------------------------------------------------------ | ------------------------------------------------------------------------------------------ | ------------------------------------------------------------------------------------------ | ------------------------------------------------------------------------------------------ | ------------------------------------------------------------------------------------------ | ------------------------------------------------------------------------------------------ | ------------------------------------------------------------------------------------------ | ------------------------------------------------------------------------------------------ | ------------------------------------------------------------------------------------------ | ------------------------------------------------------------------------------------------ |
| Media Alta °C (°F)                                                                                         | 14.8 (58.6)                                                                                | 16.2 (61.2)                                                                                | 18.8 (65.8)                                                                                | 19.8 (67.6)                                                                                | 22.1 (71.8)                                                                                | 25.7 (78.3)                                                                                | 27.9 (82.2)                                                                                | 28.3 (82.9)                                                                                | 26.5 (79.7)                                                                                | 22.5 (72.5)                                                                                | 18.2 (64.8)                                                                                | 15.3 (59.5)                                                                                | 21.3 (70.4)                                                                                |
| Media Giornaliera °C (°F)                                                                                  | 11.6 (52.9)                                                                                | 12.7 (54.9)                                                                                | 14.9 (58.8)                                                                                | 15.9 (60.6)                                                                                | 18.0 (64.4)                                                                                | 21.2 (70.2)                                                                                | 23.1 (73.6)                                                                                | 23.5 (74.3)                                                                                | 22.1 (71.8)                                                                                | 18.8 (65.8)                                                                                | 15.0 (59.0)                                                                                | 12.4 (54.3)                                                                                | 17.4 (63.4)                                                                                |
| Media Bassa °C (°F)                                                                                        | 8.3 (46.9)                                                                                 | 9.1 (48.4)                                                                                 | 11.0 (51.8)                                                                                | 11.9 (53.4)                                                                                | 13.9 (57.0)                                                                                | 16.6 (61.9)                                                                                | 18.2 (64.8)                                                                                | 18.6 (65.5)                                                                                | 17.6 (63.7)                                                                                | 15.1 (59.2)                                                                                | 11.8 (53.2)                                                                                | 9.4 (48.9)                                                                                 | 13.5 (56.2)                                                                                |
| Media Pioggia mm (inches)                                                                                  | 99.9 (3.93)                                                                                | 84.9 (3.34)                                                                                | 53.2 (2.09)                                                                                | 68.1 (2.68)                                                                                | 53.6 (2.11)                                                                                | 15.9 (0.63)                                                                                | 4.2 (0.17)                                                                                 | 6.2 (0.24)                                                                                 | 32.9 (1.30)                                                                                | 100.8 (3.97)                                                                               | 127.6 (5.02)                                                                               | 126.7 (4.99)                                                                               | 774 (30.5)                                                                                 |
| Media giorni pioggia (≥ 0.1 mm)                                                                            | 15.0                                                                                       | 15.0                                                                                       | 13.0                                                                                       | 12.0                                                                                       | 8.0                                                                                        | 5.0                                                                                        | 2.0                                                                                        | 2.0                                                                                        | 6.0                                                                                        | 11.0                                                                                       | 14.0                                                                                       | 14.0                                                                                       | 117.0                                                                                      |
| Media Mensile ore di luce                                                                                  | 142.6                                                                                      | 156.6                                                                                      | 207.7                                                                                      | 234.0                                                                                      | 291.4                                                                                      | 303.0                                                                                      | 353.4                                                                                      | 344.1                                                                                      | 261.0                                                                                      | 213.9                                                                                      | 156.0                                                                                      | 142.6                                                                                      | 2,806.3                                                                                    |
| Fonte: Istituto di Meteorologia, Hong Kong Observatory per i dati medi sui giorni di pioggia e ora di luce |                                                                                            |                                                                                            |                                                                                            |                                                                                            |                                                                                            |                                                                                            |                                                                                            |                                                                                            |                                                                                            |                                                                                            |                                                                                            |                                                                                            |                                                                                            |

| Dati climatici per Setúbal (altitudine: 35 m.a.s.l., ~3.3 km dal mare nei territori più lontani, località sulla mappa) | Dati climatici per Setúbal (altitudine: 35 m.a.s.l., ~3.3 km dal mare nei territori più lontani, località sulla mappa) | Dati climatici per Setúbal (altitudine: 35 m.a.s.l., ~3.3 km dal mare nei territori più lontani, località sulla mappa) | Dati climatici per Setúbal (altitudine: 35 m.a.s.l., ~3.3 km dal mare nei territori più lontani, località sulla mappa) | Dati climatici per Setúbal (altitudine: 35 m.a.s.l., ~3.3 km dal mare nei territori più lontani, località sulla mappa) | Dati climatici per Setúbal (altitudine: 35 m.a.s.l., ~3.3 km dal mare nei territori più lontani, località sulla mappa) | Dati climatici per Setúbal (altitudine: 35 m.a.s.l., ~3.3 km dal mare nei territori più lontani, località sulla mappa) | Dati climatici per Setúbal (altitudine: 35 m.a.s.l., ~3.3 km dal mare nei territori più lontani, località sulla mappa) | Dati climatici per Setúbal (altitudine: 35 m.a.s.l., ~3.3 km dal mare nei territori più lontani, località sulla mappa) | Dati climatici per Setúbal (altitudine: 35 m.a.s.l., ~3.3 km dal mare nei territori più lontani, località sulla mappa) | Dati climatici per Setúbal (altitudine: 35 m.a.s.l., ~3.3 km dal mare nei territori più lontani, località sulla mappa) | Dati climatici per Setúbal (altitudine: 35 m.a.s.l., ~3.3 km dal mare nei territori più lontani, località sulla mappa) | Dati climatici per Setúbal (altitudine: 35 m.a.s.l., ~3.3 km dal mare nei territori più lontani, località sulla mappa) | Dati climatici per Setúbal (altitudine: 35 m.a.s.l., ~3.3 km dal mare nei territori più lontani, località sulla mappa) |
| Mese | Gan | Feb | Mar | Apr | Mag | Giu | Lug | Ago | Set | Ott | Nov | Dic | Anno |
| --- | --- | --- | --- | --- | --- | --- | --- | --- | --- | --- | --- | --- | --- |
| Media Alta °C (°F) | 15.3 (59.5) | 16.7 (62.1) | 19.4 (66.9) | 20.5 (68.9) | 23.4 (74.1) | 27.4 (81.3) | 29.9 (85.8) | 30.1 (86.2) | 27.8 (82.0) | 23.3 (73.9) | 18.8 (65.8) | 15.9 (60.6) | 22.4 (72.3) |
| Media Giornaliera °C (°F)                                                                                              | 10.1 (50.2) | 11.3 (52.3) | 13.5 (56.3) | 14.8 (58.6) | 17.4 (63.3) | 20.9 (69.6) | 23.1 (73.6) | 23.2 (73.8) | 21.3 (70.3) | 17.9 (64.2) | 13.9 (57.0) | 11.3 (52.3) | 16.6 (61.8) |
| Media Bassa °C (°F) | 4.8 (40.6) | 5.8 (42.4) | 7.6 (45.7) | 9.1 (48.4) | 11.4 (52.5) | 14.3 (57.7) | 16.2 (61.2) | 16.3 (61.3) | 14.8 (58.6) | 12.4 (54.3) | 9.0 (48.2) | 6.6 (43.9) | 10.7 (51.2) |
| Media pioggia mm (inches)                                                                                              | 98.4 (3.87) | 75.3 (2.96) | 53.3 (2.10) | 66.7 (2.63) | 48.5 (1.91) | 16.8 (0.66) | 3.7 (0.15) | 3.7 (0.15) | 27.2 (1.07) | 97.6 (3.84) | 119.4 (4.70) | 124.7 (4.91) | 735.3 (28.95) |
| Fonte: Instituto di Meteorologia                                                                                       | | | | | | | | | | | | | |